# متلازمة نقل الدم الجنيني

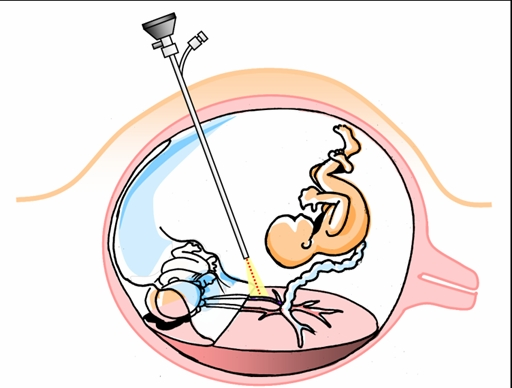
استخدام الليزر في علاج متلازمة نقل الدم الجنيني

متلازمة نقل الدم الجنيني أو نقل الدم بين توأمين، هي حالة تحدث في التوائم أحادية المشيمة، تتضمن نقل الدم من جنين إلى الآخر عبر المشيمة المشتركة، وتشكل معدلات الوفاة الناتجة عنها في الحالات الشديدة 60-100%.

متلازمة نقل الدم الجنيني

## الأسباب
أسبابها غير معروفة، ومن غير المعروف إن كانت نتيجة عوامل جينية أم وراثية، لكنها تحدث في التوائم أحادية المشيمة ثنائية السلي، أو أحادية المشيمة أحادية السلي عبر تشابك في الأوعية الدموية في المشيمة الواحدة، غالباً ما يكون في صورة تشابك وريدي شرياني عبر فلقة مشتركة من المشيمة بين التوأمين؛ مما يعيق نمو وتطور التوأم المعطي، ونقص البول لديه بسبب نقص حجم الدم؛ ومن ثم نقص السائل السلوي، بينما يزداد حجم الدم لدى التوأم المتلقي؛ مسبباً زيادة في البول وزيادة السائل السلوي (استسقاء سلوي) وإجهاد القلب الذي يؤدي إلى فشل قلبي، وقد يضغط على التوأم المعطي باتجاه جدار الرحم.
تحدث المتلازمة عادة في أقصى مراحل نمو المشيمة؛ من الأسبوع 16 حتى الأسبوع 25، بعدها ينخفض معدل نمو المشيمة حتى يتوقف في الأسبوع 30، وقد تحدث بعد ذلك نتيجة جلطة في المشيمة تعيق مرور الدم، وهي خطيرة وقد تسبب وفاة أي من الجنينين المتلقي أو المعطي متى كان وقت ظهورها، ويجب إنهاء الحمل وولادة الأجنة في الحالات الشديدة إذا حدثت بعد الأسبوع 25.

## المراحل
هناك نظام لتقييم خطورة المتلازمة أنشأه الجراح د.روبين كينتيرو، لكنه لا يعطي معلومات عن توقعات سير المرض، وهو كالآتي:
- المرحلة 1 : يعاني جنين من نقص السائل السلوي بينما يعاني الآخر من زيادته
- المرحلة 2 : كالمرحلة 1 بالإضافة إلى عدم إمكانية رؤية المثانة البولية بالموجات فوق الصوتية في التوأم المعطي لعدم وجود بول.
- المرحلة 3 : بالإضافة إلى المرحلتين السابقتين، مرور الدم غير طبيعي في الحبل السري للتوأمين.
- المرحلة 4 : المراحل السابقة بالإضافة إلى انتفاخ تحت الجلد و فشل قلبي في الجنين المتلقي (استسقاء جنيني)
- المرحلة 5 : المراحل السابقة بالإضافة إلى موت أحد الجنينين؛ المعطي أو المتلقي باحتمالية متساوية تقريباً.[4]

## التشخيص

### التحاليل المعملية
تتم بعد الولادة:
- صورة دم كاملة: يعاني التوأم المعطي من فقر الدم بينما يعاني الآخر من كثرة كريات الدم الحمر، وكلاهما قد يعاني من نقص الصفائح الدموية.
- الكالسيوم: يعاني المعطي من نقص الكالسيوم
- الجلوكوز: نقص مستوى الجلوكوز قد يحدث لأي منهما
- الكرياتينين: قد يعاني أي منهما من خلل في وظائف الكلى
- البيليروبين: يزداد في التوأم المتلقي[5]

### الأشعة

#### التصوير بالموجات فوق الصوتية أثناء الحمل
- اختلاف كبير في حجم الجنينين
- مشيمة مشتركة
- غياب المثانة البولية والمعدة في الجنين صغير الحجم
- اختلاف كبير في حجم السائل السلوي في الجنينين؛ فيعاني أحدمها من نقصه بينما يعاني الآخر من زيادته
- يكونان عرضة للولادة المبكرة بسبب كبر حجم التوأم المعطي ومن ثم تمدد الرحم، ويكون عنق الرحم قصيرا لذا ينبغي فحصه عبر المهبل

#### أخرى
- تصوير المخ بالموجات فوق الصوتية: يعاني الجنين المعطي أو المتلقي من نقص إمدادات الدماغ بالدم مما يؤدي إلى إعاقة التطور، وفي حالات الولادة المبكرة قد يعاني من نزيف في تجاويف المخ
- تخطيط صدى القلب: خلل وظيفي في القلب، تضخم القلب، انصباب تاموري يمكن أن يوجد في أي منهما
- الموجات فوق الصوتية على الكلى: نخر في قشرة الكلى نتيجة لنقص الإمداد الدموي أو الأكسجين
- الموجات فوق الصوتية على البطن: استسقاء بطني في حالات الاستسقاء الجنيني
- أشعة على الصدر: ارتشاح بلوري، وتضخم القلب في حالات الاستسقاء الجنيني[6]

## العلاج
قد لا تعالج الأم مطلقاً، مما يؤدي إلى وفاة جنين واحد أو كليهما بنسبة 100%، تستثنى الحالات في المرحلة الأولى بحسب نظام كينتيرو والتي تجاوزت الأسبوع 22.

### التغذية
التغذية السليمة المبكرة أثناء الحمل تقلل احتمالية وخطورة متلازمة نقل الدم الجنيني ودرجتها بحسب نظام كينتيرو والعلاج التدخلي واختلاف حجم التوأمين، وبالأخص في المرحلة الأولى من نظام كينتيرو.

### تعديل السائل السلوي

#### بزل السائل الأمنيوسي
إزالة كمية من السائل الأمنيوسي مراراً على مدار مدة الحمل، بافتراض أن زيادة السائل لدى الجنين المستقبل قد تؤدي إلى ولادة مبكرة أو وفاة الأجنة أو خلل في الأنسجة، وقد تتكرر العملية في حالة تجمع السائل السلوي ثانية، ولا يوجد معيار محدد لكمية السائل المزاح، وفي حالة إزالة كمية أكبر من اللازم قد يموت الجنين المتلقي، وهذه العملية مصحوبة بمعدل بقاء بنسبة 66% لأحد الجنينين على الأقل، و شلل دماغي بنسبة 15% و متوسط الولادة في الأسبوع 29.

#### فغر الغشاء بين الجنينين
إحداث قطع في الغشاء الفاصل بين الجنينين ليختلط السائل الأمنيوسي لكليهما؛ ارتكازاً على افتراض (غير مؤكد) بأن الضغط مختلف في الكيس السلوي لكلا الجنينين، هذا الإجراء يمكن أن يستبعد أي إجراء آخر، ويعيق متابعة تطور المرض، ويؤدي إلى إحداث عقد في الحبل السري أو وفاة أحد الأجنة.

### تعديل الإمداد الدموي

#### الليزر
استخدام المنظار (التنظير الداخلي) لتعطيل الأوعية الدموية التي تتيح تبادل الدم بين الجنينين، بافتراض أن تبادل الدم غير المتكافئ بينهما هو ما يسبب اختلاف حجم السائل الأمنيوسي بينهما، ويظل كلاهما متصل بالمصدر الرئيسي للدم والغذاء (المشيمة) عن طريق الحبل السري، هذه العملية مصحوبة بمعدل بقاء 85% لأحد الأجنة على الأقل، وشلل دماغي بنسبة 5% ومتوسط الولادة من الأسبوع 33-39.
ومن مضاعفاتها الأنيميا وزيادة خلايا الدم الحمراء في الجنين المعطي والمتلقي على الترتيب، وهي من مضاعفات التوائم ذات المشيمة المشتركة بنسبة 3-5%، بينما تزداد إلى 2-13% بعد استخدام الليزر، لوجود اتصالات شريانية وريدية قطرها أقل من 1 مم تتيح نقل الدم من الجنين المعطي إلى المتلقي مما يؤدي إلى اختلاف كبير في مستوى الهيموجلوبين بينهما.

#### إطباق الحبل السري
عن طريق ربط الحبل السري لمنع نقل الدم بين التوأمين، في حالة أن أحدهما يشكل خطرا على حياة وصحة الآخر بسبب انخفاض الضغط، وقد قل استخدام هذا الإجراء؛ لأن المتلازمة أصبحت تشخص وتعالج في مراحل مبكرة، وهو مصحوب بمعدل بقاء 85% وشلل دماغي بنسبة 5% ومتوسط الولادة من 33-39 أسبوع.
وقد وجد مؤخراً أن استخدام الليزر مصحوب بوفيات أقل من البزل وفغر الحاجز بين الجنينين، ويوصى باستخدامه في جميع حالات نقل الدم الجنيني.

## معدلات الانتشار

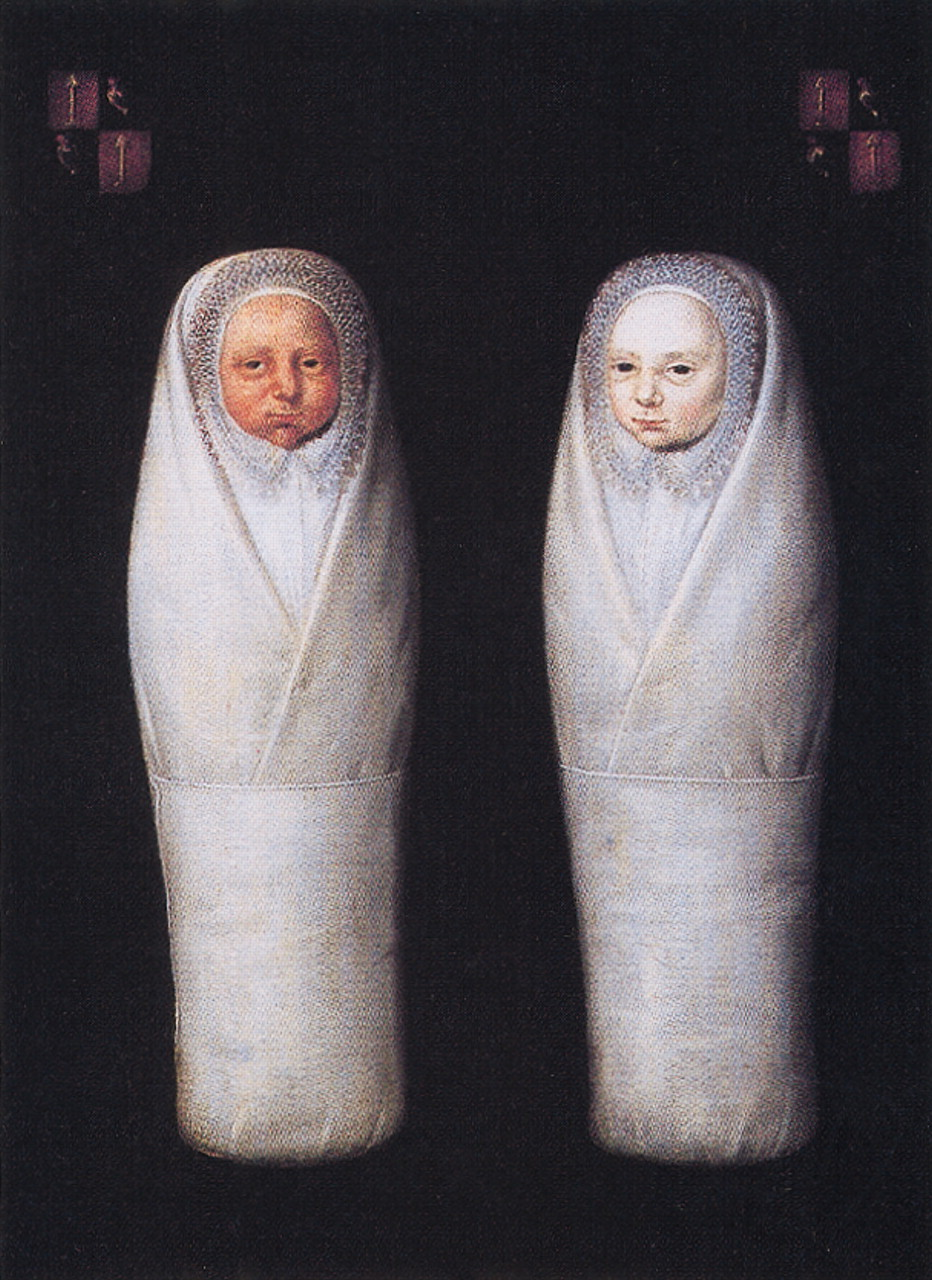
لوحة الأطفال المتدثرة 1617 بواسطة رسام غير معروف

تبعاً للمركز القومي للإحصاءات الطبية (NCHS) يصل معدل ولادة التوائم إلى 3,4% (الولادات الكلية 4,138,349 من ضمنهم 139,816 توائم ثنائية أو متعددة)، وأغلب التوائم المتماثلة أحادية المشيمة يعاني 15% منهم من متلازمة نقل الدم الجنيني، منهم 4500 حالة في الولايات المتحدة وحدها تصيب أكثر من 9000 جنين، وعلى الرغم من زيادة معدلات ولادة التوائم، لم تقل الاحتمالية المتوقعة للتوائم المتماثلة، وأظهرت الدراسات زيادة أعداد التوائم المتماثلة 20 مرة أكثر باستخدام تقنية أطفال الأنابيب مقارنة بالحمل الطبيعي.

## التاريخ
أول من وصف المتلازمة هو طبيب توليد ألماني يدعى فريدريك شاتز عام 1875، وكانت تعرّف باختلاف قياسات وأوزان ومستويات الهيموجلوبين للتوائم عند الولادة، وقد اختلف التعريف اليوم؛ فالاختلاف في وزن التوائم يظهر متأخرا، كذلك مستويات الهيموجلوبين متساوية حتى في الحالات الشديدة.

### في الفن
لوحة (الأطفال المتدثّرة) التي تعود لعام 1617 يعتقد أنها تصف متلازمة نقل الدم الجنيني، إذ يظهر طفلان أحدهما شاحب (فقر الدم) والآخر أحمر يعاني من زيادة كريات الدم الحمر، وبتتبع تاريخ العائلة المالكة للوحة، وجد أن الطفلين لم يعيشا حتى البلوغ، ولكن من غير المعروف إن كان السبب هو المتلازمة أم غيرها.
كما توجد أسطورة تدعى "Tatterhood [الإنجليزية]" عن توأم إحداهما فتاة جميلة تعاني من الشحوب والأنيميا، والأخرى قوية وقبيحة تعاني من زيادة كرات الدم الحمر.